# Adam Rom
Adam Rom (17 aprile 1970) è un attore pornografico russo.
A partire dal 1998 egli stesso si descrive come semi-pensionato anche se la sua performance più recente è stata nel 2006 in "All American Cock Tug".
Nel 1996 al Gay Erotic Video Awards è il vincitore della Migliore Scena di sesso orale con Sonny Markham in "Man's Country" (Studio 2000).

## Filmografia
- Boys Of Big Sur (1994)
- After Hours (1995)
- Alley Boys (1995)
- Amateur First Timers (1995)
- Are You Being Served? (1995)
- Blonds Do It Best 3 (1995)
- Born To Please (1995)
- Boy From Berlin (1995)
- Boys Behind Bars 4 (1995)
- Cram Course: Sex Ed 3 (1995)
- Dirty Stories (1995)
- Hard Labor (1995)
- Hott Rods (1995)
- Point Of View (1995)
- Ryker Files (1995)
- Summer Seduction (1995)
- Taking the Plunge (1995)
- Top Men (1995)
- Ultimate Reality (1995)
- Blow Hard (1996)
- Choice: So Hard To Resist (1996)
- Daddy's Dudes (1996)
- Hunk Hunt 7 (1996)
- In Man's Country (1996)
- Mt. Olympus Pool Party (1996)
- Rim Masters (1996)
- Showboys (1996)
- Studio Tricks (1996)
- Twinks Big Dicks And Uncut Meat (1996)
- 4 Hour Anal Mania 12: Slip N' Slide Tube Ride (1997)
- Awesome Gay Orgies (1997)
- Erotic World of Male Lust (1997)
- He-Men (1997)
- Hot Cops 3: The Final Assault (1997)
- Hot Cops 4: Bustin' Loose (1997)
- Hunk Hunt 30 (1997)
- Loaded 2 (1997)
- Masculine Men (1997)
- Only the Best: All Gay (1997)
- Take One: Guys Like Us (1997)
- Tricky Dick (1997)
- Uncut Weekend (1997)
- XXX Volume 20 (1997)
- Big Dicks For Male Asses (1998)
- Rescue 69-11 (1998)
- Sex Invaders (1998)
- 976-Hott 2 (1999)
- Beef Jerker (1999)
- Cock Rammin' (1999)
- Fantasies And Adventures 1 (1999)
- Fantasies And Adventures 2 (1999)
- Jox And Cocks (2000)
- Blades (2002)
- Lord And Master (2003)
- Put Me in Coach (2004)
- All American Cock Tug (2006)
- Feeding Frenzy (2008)
- Guys Of A Certain Age 3 (2011)
- Amateur Daddies (2012)